# Landmark 81
Landmark 81 (вьет. Tòa nhà Landmark 81, англ. Landmark 81) — небоскрёб, расположенный в городе Хошимин (Вьетнам). Принадлежит вьетнамской компании Vingroup. Является самым высоким зданием Юго-Восточной Азии.

## История
Дизайн здания был разработан студией WS Atkins plc. Подготовка к строительству началась в сентябре 2014 года. Два года спустя, в июне 2017 года, началось возведение самой башни. Планировалось, что строительство будет закончено к середине 2018 года. 
После своего открытия и до постройки здания Merdeka 118 Landmark 81 официально стал самым высоким зданием Юго-Восточной Азии. До этого первое место на полуострове занимали башни-близнецы «Петронас» в Куала-Лумпуре, достигающие по 451,9 метров в высоту каждая, — вьетнамский небоскреб выше на 9,6 метров.

## Описание
Небоскрёб состоит из 81 этажей и трёх подвалов. Общая высота здания составляет 469,5 м (1540 футов), верхний этаж - 461,2 метров (1513 футов). Кроме офисных помещений, здесь располагаются магазины различных брендов, кинотеатры, фуд-корт с кухнями разных стран и крытый каток.